# Kostomoukcha
Kostomoukcha (en russe : Костомукша ; en finnois : Kostamus) est une ville de la république de Carélie, en Russie. Sa population s'élevait à 28 716 habitants en 2013.

## Géographie
Kostomoukcha se trouve sur la rive du lac Kontoki, à 30 km de la frontière finlandaise et à 360 km au nord-ouest de Petrozavodsk.

## Histoire
La ville a été fondée en 1977 comme une commune urbaine et peuplée par des habitants de diverses régions de l'Union soviétique. Elle a été construite par des entreprises de bâtiment finlandaises, suivant un accord entre l'Union soviétique et le gouvernement finlandais. Elle a le statut de ville depuis 1983. La ville a été développée par la suite par ses entreprises de construction soviétiques, et comprend de nombreux espaces verts.

## Population
Recensements (*) ou estimations de la population
| 1979* | 1989*  | 2002*  | 2010*  | 2012   | 2013   |
| ----- | ------ | ------ | ------ | ------ | ------ |
| 4 366 | 30 432 | 29 746 | 28 436 | 28 496 | 28 176 |

| 2015   | 2017   | 2019   | 2021   | - | - |
| ------ | ------ | ------ | ------ | - | - |
| 29 356 | 29 526 | 29 367 | 29 778 | - | - |

## Culte
La cathédrale de l'Intercession est le siège de l'éparchie de Kostomoukcha de l'Église orthodoxe russe.

## Économie

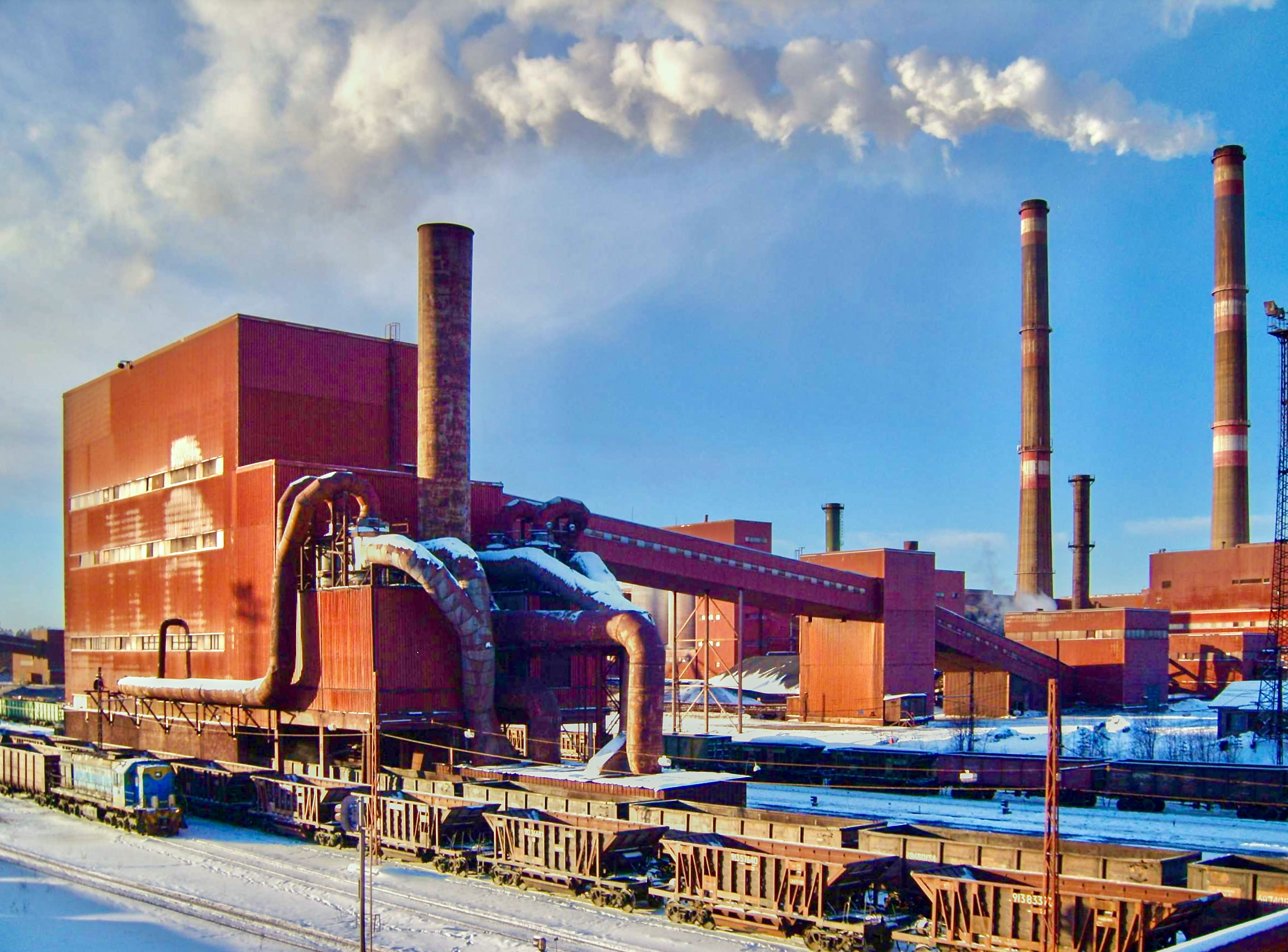
Usine de pelletisation GOK.

L'économie de la ville repose sur l'extraction et la préparation du minerai de fer par la société OAO Karelski Okatych (sigle GOK, russe : ОАО "Карельский окатыш"), avec environ cinq mille employés, une usine de meubles et des entreprises forestières. L'extraction de minerai de fer a laissé un énorme trou près de l'usine. L'entreprise finlandaise PKC Group Oy possède des usines de faisceaux de câbles ("AEK" LLC) et d'électronique ("Electrokos" LLC). La compagnie suédoise Swedwood, filiale d'IKEA, construit un complexe de transformation du bois comprenant une scierie et une usine de meubles.

## Tourisme
Chaque été, Kostomoukcha accueille un festival de musique de chambre, auquel participent des musiciens, des orchestres et troupes de théâtre de Moscou, Saint-Pétersbourg et d'autres villes de Russie. En été, la ville jouit de plus de deux mois de soleil et de nombreux habitants passent du temps dans leurs datchas, généralement situées sur les rives d'un des nombreux lacs des environs, qui attirent aussi les pêcheurs en raison de leurs eaux poissonneuses. Comme en Finlande, le sauna est très populaire. En hiver, le ski et le biathlon sont très populaires. La plupart des visiteurs viennent de Finlande.
Il y a un grand parc national près de la ville avec une population de rennes et des castors d'origine canadienne, introduits en Finlande mais qui ont émigré en territoire russe. Une partie du parc national s'étend sur le territoire finlandais voisin. Mais le tourisme et les activités récréatives sont interdits dans le parc national.

## Galerie

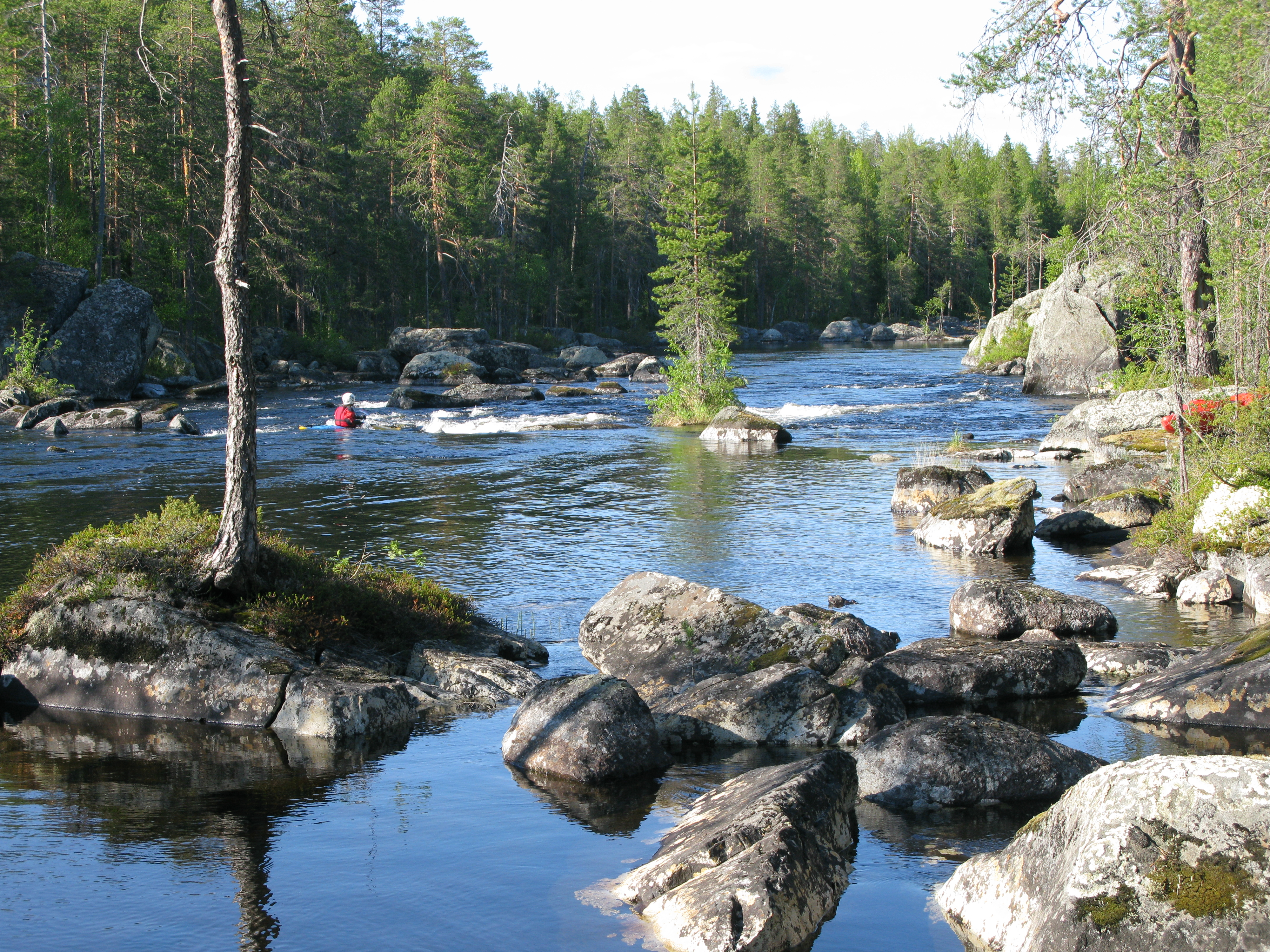
Vue de la rivière Kamennaïa dans le parc national.
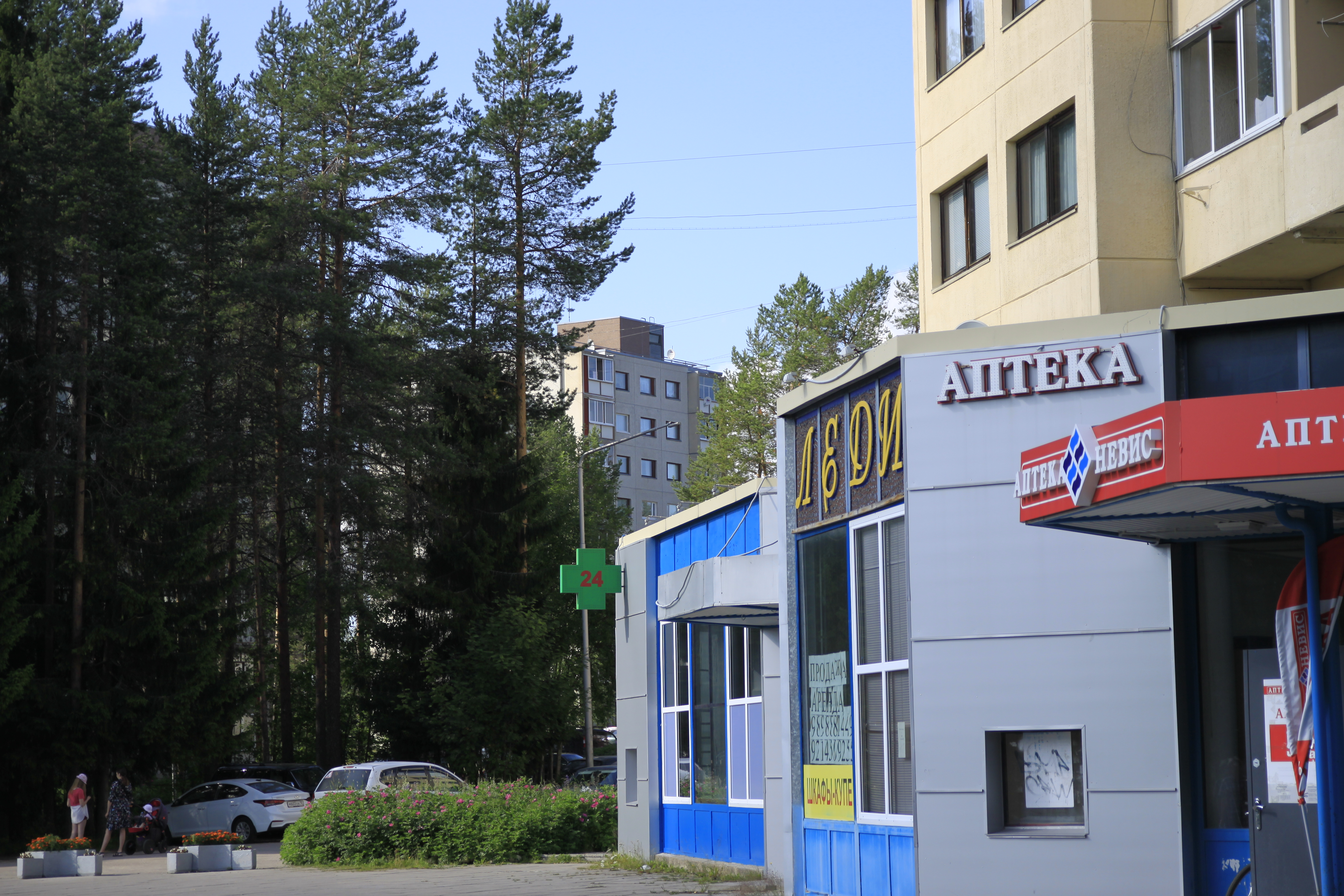
Centre-ville.
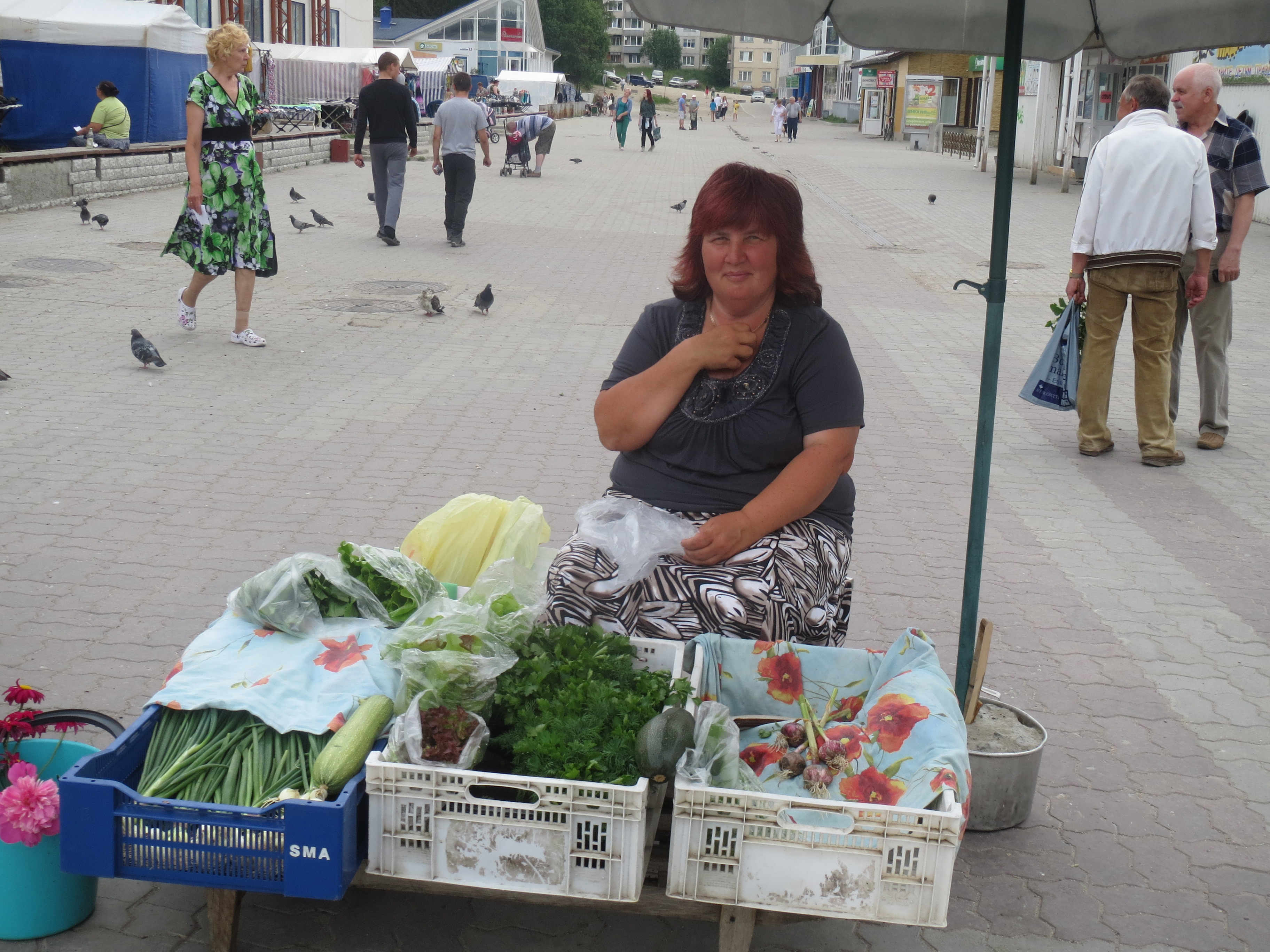
Le marché en 2014.
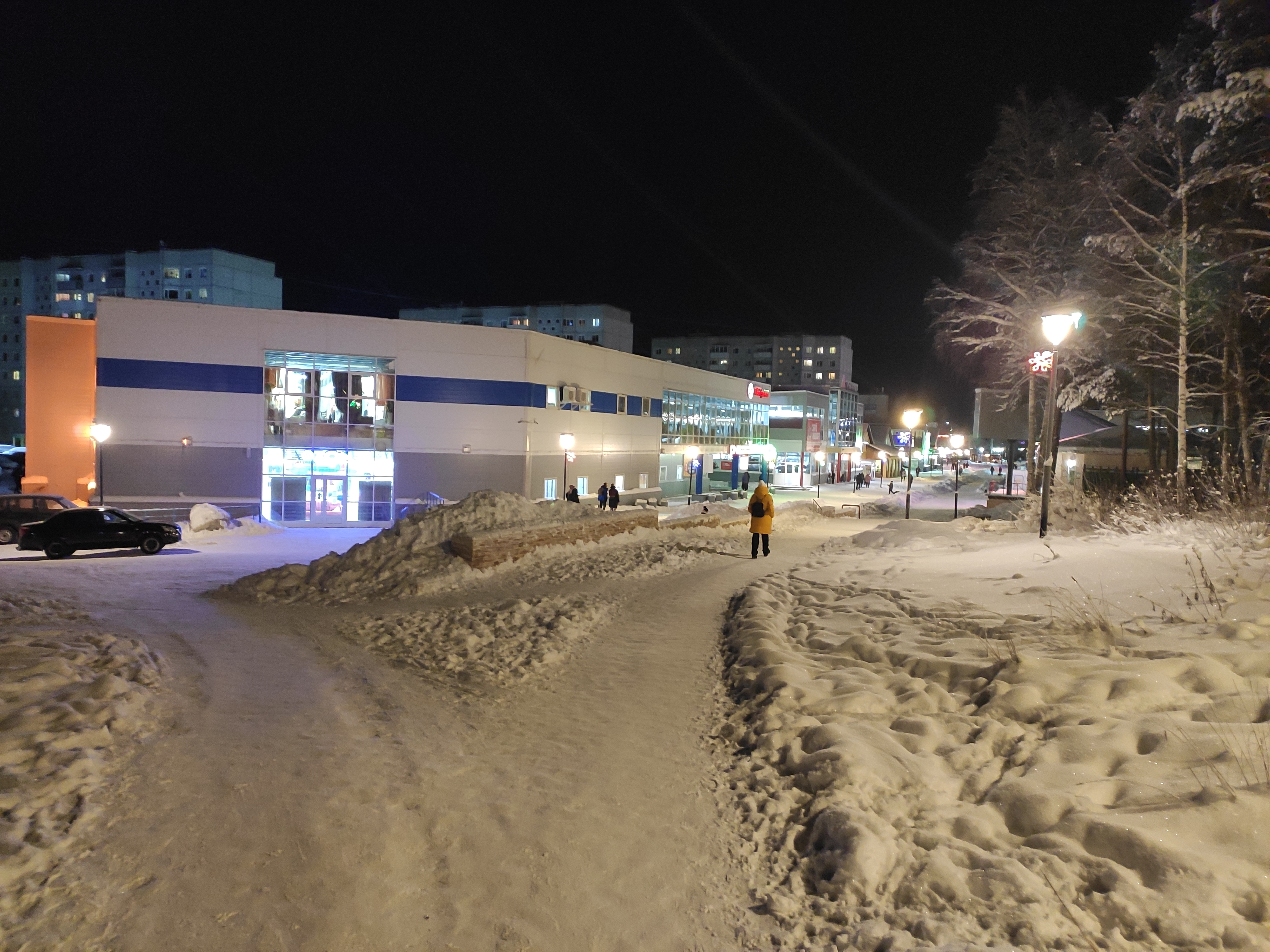
Boulevard Lazarev.

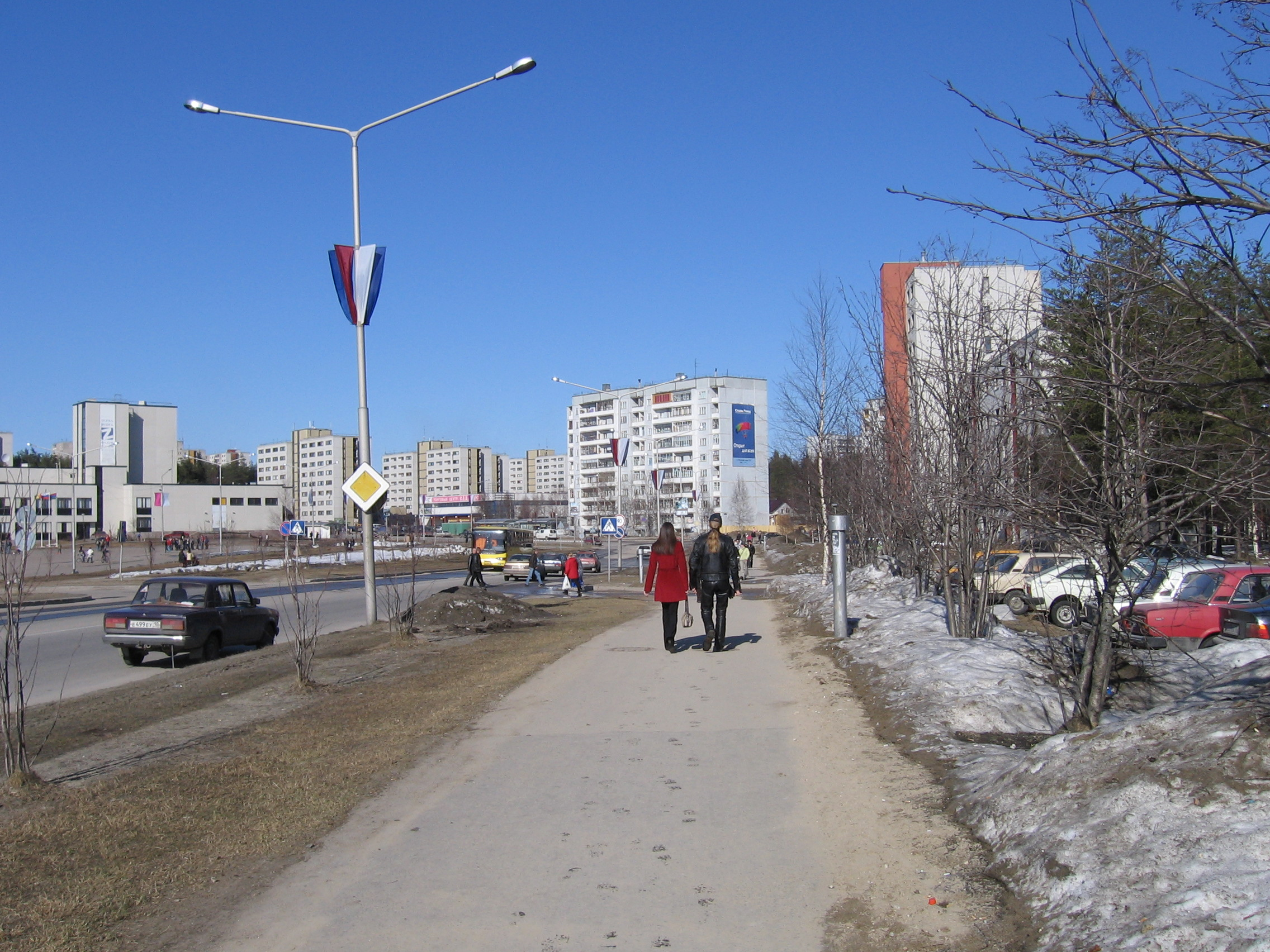
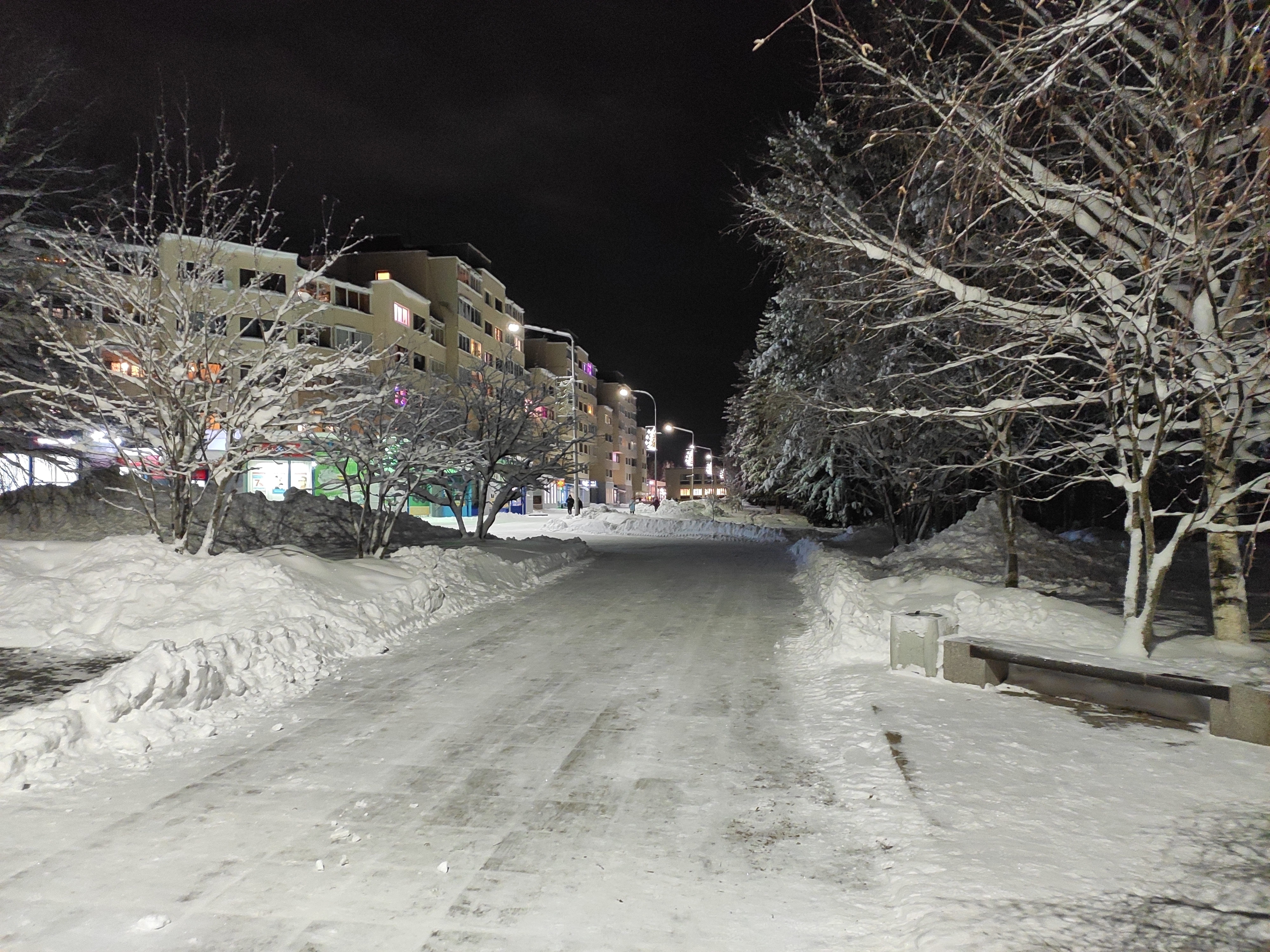
Rue Geroev.
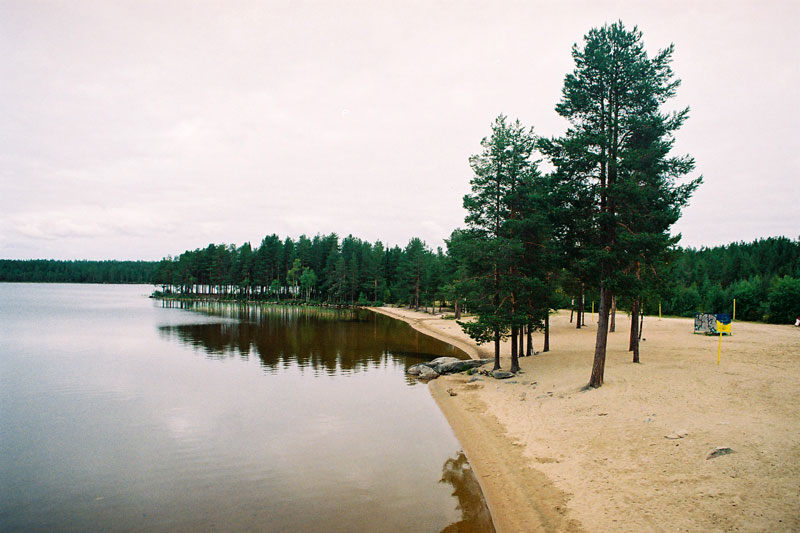
Plage.
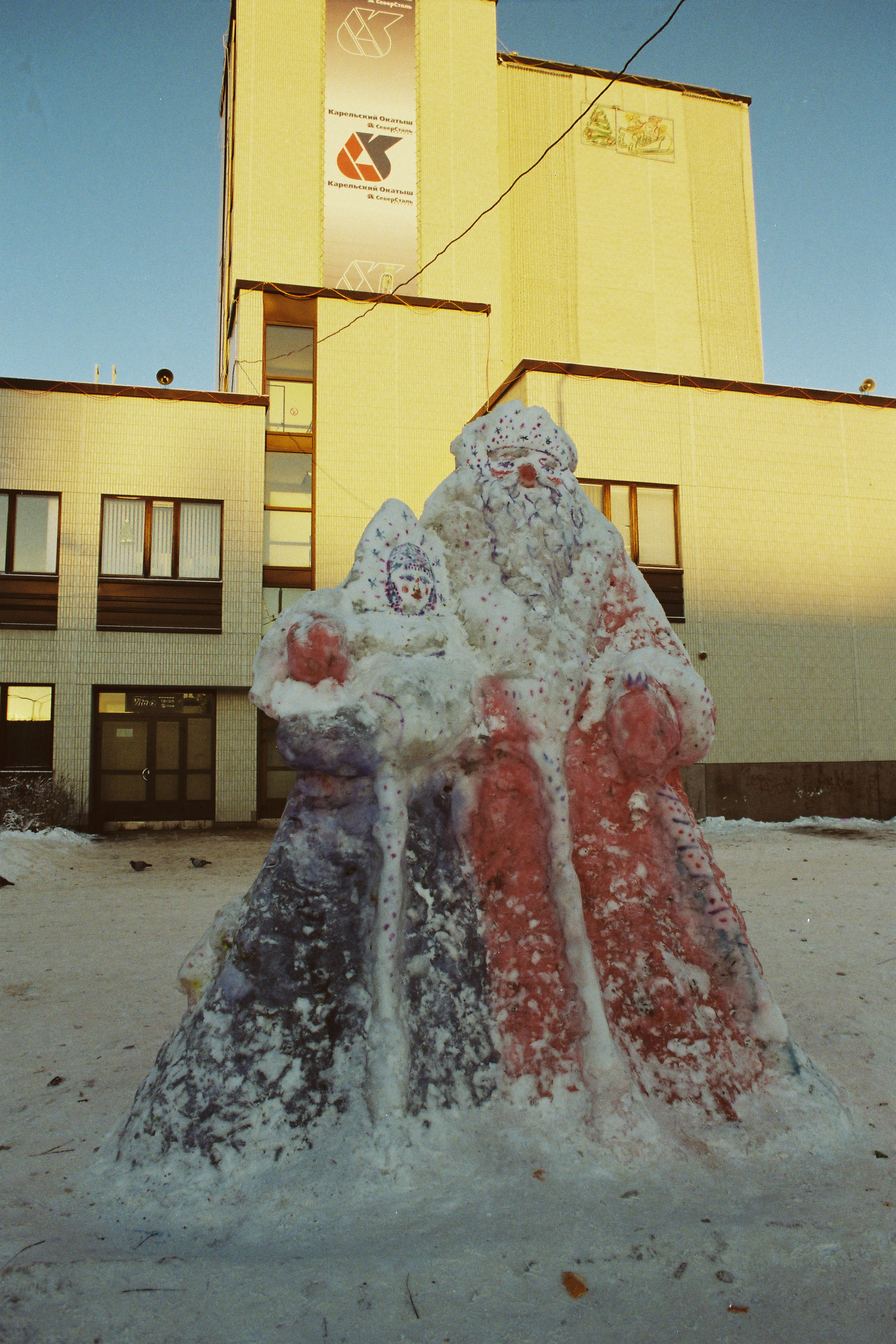
Sculpture en glace.
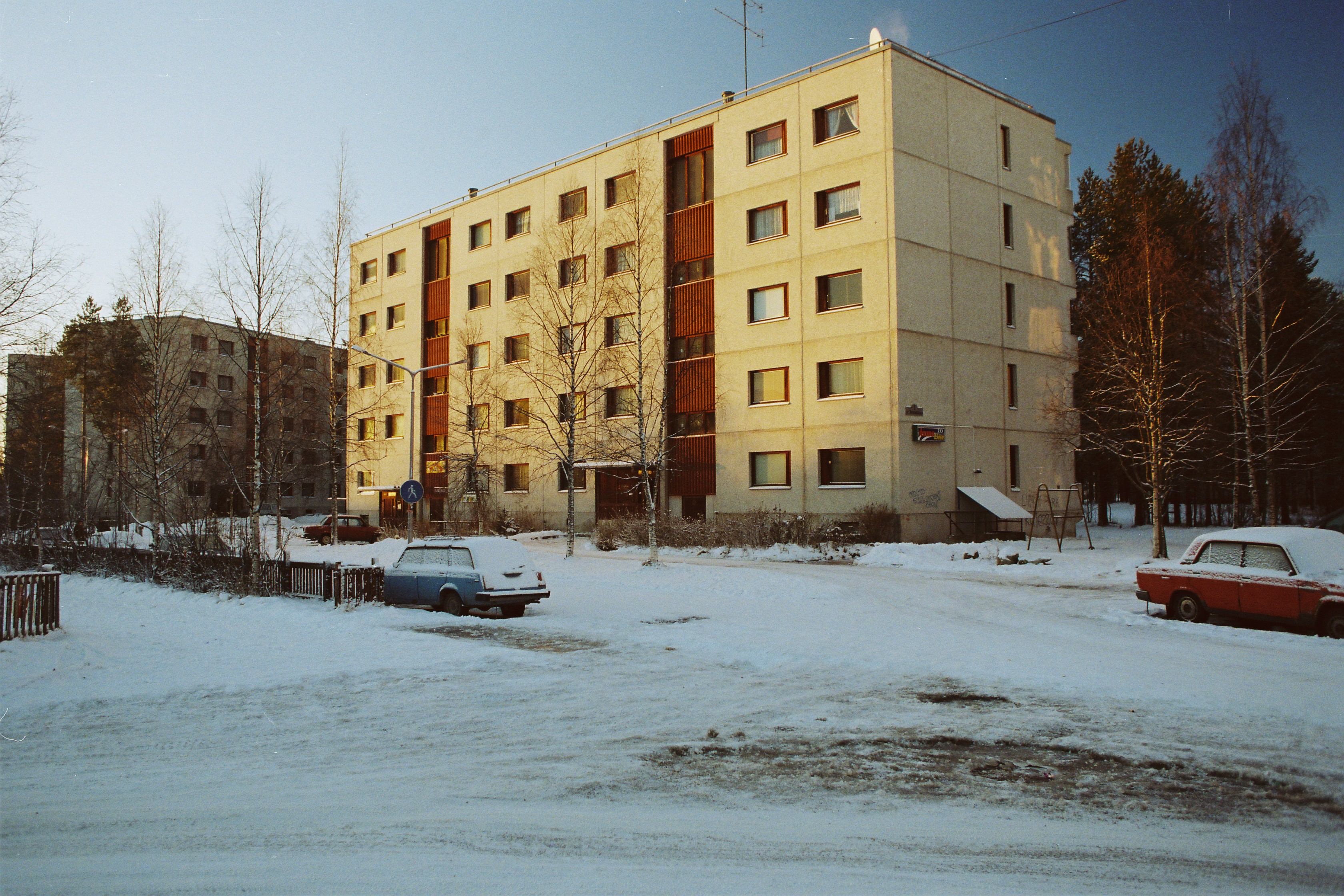